# Iraks demografi
Iraks demografi beskrivs här i form av befolkningsgrupper, befolkningsförändringar och vissa andra parametrar som rör bland annat hälsa. Mer bakgrundsinformation finns i artikeln Irak.

## Befolkningsgrupper
Iraks befolkning utgörs av cirka 80 procent araber. Den andra lite mindre etniska gruppen, kurderna, utgör 15 procent och lever i nordöstra delar av landet. Mindre grupper är assyrier (4 procent), Turkmener (Irak) (3 procent) samt armenier och perser.
Arabiska är det officiella språket men även kurdiska har officiell status i vissa kurdiska delar av landet. Dessutom talas assyriska, armeniska och turkmeniska. Engelska är det vanligaste västerländska språket.
De flesta Irakier är shiitiska muslimer men det finns en stor sunnimuslimsk befolkningsgrupp. Det finns även mindre grupper av kristna och judar.

## Befolkningsförändringar
Irak har, enligt en uppskattning från juli 2000, en folkmängd på 22 675 617 personer.
Åldersfördelning:
- 0-14 år: 42 % (män 4 860 795; kvinnor 4 708 453)
- 15-64 år: 55 % (män 6 272 842; kvinnor 6 123 188)
- 65 år och över: 3 % (män 331 840; kvinnor 378 499) (uppskattning från 2000)

Befolkningstillväxt: 2,86 % (2000 uppskattning)
- Födelsetal: 35,04 födslar/1 000 personer (2000 uppskattning)
- Dödstal: 6,4 döda/1 000 personer (2000 uppskattning)
- Total fertilitet: 4,87 barn födda/kvinna (2000 uppskattning)

## Övrigt
Barnadödlighet: 62,49 avlidna/1 000 levande födslar (2000 uppskattning)
Förväntad livslängd vid födseln: 
- hela befolkningen: 66,53 år
  - män: 65,54 år
  - kvinnor: 67,56 år (2000 uppskattning)

Läskunnighet:
- hela befolkningen: 58 %
  - män: 70,7 %
  - kvinnor: 45 % (1995 uppskattning)

Nettomigration: 0 migranter/1 000 invånare (2000 uppskattning)